# پادنا
پادنا منطقه‌ای کوهستانی و سرسبز در شهرستان سمیرم در جنوب استان اصفهان است. منطقه پادنا در دامنه شمالی و شرقی رشته قلل کوه دنا واقع شده و نام این بخش، از دنا نشأت گرفته است. این منطقه با استانهای کهگیلویه و بویراحمد، استان فارس و استان چهارمحال و بختیاری همجوار است.

## تقسیمات کشوری
- بخش پادنا شامل سه بخش است:

۱. بخش پادنا علیا به مرکزیت «شهر بیده»
روستاها، مزارع و مکان‌ها:نورآباد کرانلو، بارندسفلی، بارندعلیا، تاسک، تل محمد، دشتبال، دنگزلو، دوراهان، دورگان سفلی، دورگان علیا، ده برزگ، شاملو، رحمت آباد، زمان کهریز، سرباز، شیبانی، ذبیح آباد، قائدی، قاسملو، دره کلبعلی، کهنگان، قلعه کبکی (منصورشاهی، قزل بیگلو)، نقل، ماچانلو، دره ماسون، دره بامیر، قنات نوروزی، تنگرکان کرانلو
دهستان برآفتاب به مرکزیت کره دان: روستاها، مزارع و مکان‌ها:تنگ بارند، چشمه دره سلطانی، ولدخانی، کره دان، شهید، حسن‌آباد سفلی، حسن‌آباد علیا، دره دراز، رهیز، دکانی قزلبیگلو، منصورشاهی، بره روز یغمورلو، سرتنگ، عالی شید، علی‌آباد سرچشمه ناز، جدول نو، چشمه دتومجک، چلی لی، حاجی‌آباد سرچشمه ناز، بازارگه، پهلوشکن، امیرآباد، گنجگان، لرکش، کیفته، قنات الماس، چشمه دره قلدر، چشمه دره بابایی، دره نه نه سلطان پناهی، سرسنگان حیدرلو
شهرها: بیده
۲. بخش پادنا سفلی به مرکزیت چهارراه
روستاها، مزارع و مکان‌ها: آب گرمک، آب ملخ، ایلان دره، بی بی سیدان، معدن خاک صنعتی پشته، تنگ خشک، چهارراه، رودآباد، سادات آباد، سیور، قایدعلی، کلیجه، ماندگان، مزرعه دره گردو، علی‌آباد
۳. بخش پادنا وسطی به مرکزیت شهر کمه: روستاها، مزارع و مکان‌ها:اب گردو، خاکدانه، خفر، خینه، دیدجان، دیلی، سعادت آباد، عرب شاه، قره یر، قنات کیفته، کیفته گیوه سین (قراچه)، مورک، گودتپه، اب پله کان، چهل چاه
شهرها کمه

## تاریخ
در مورد وجه تسمیه این منطقه دست نوشته یا مستند مشخصی نمی‌توان یافت اما نقل قول گذشتگان که سینه به سینه نقل شده اولاً به دلیل اینکه در دامنه کوه دنا واقع شده است و ثانیاً مردمان آن پا به پای دنا استوار˛ زحمتکش و سخت کوش بوده‌اند به این نام معروف گردیده شده است.

## گردشگری
- گور دخمه‌ها و غار تاریخی و زیبای روستای کهنگان و همچنین در امتداد مسیر تنگ بارند.

چشمه تنگ بارند: در یک کیلومتری روستای بارند واقع شده. تنگ بارند دره ای پر از چشمه‌های پر اب و هوای خنک و متعدل در تابستان
- آبشار بی بی سیدان: در فاصله ۵۰ کیلومتری شهر سمیرم و در موقعیت جغرافیایی N31.19 , E51.45 واقع شده است. این آبشار در کنار رودخانه سمیرم (کاسگان) در ورودی تنگه‌ای بنام تنگه نازی به شکلی زیبا جلوه نمائی می‌کند. آبشار بی بی سیدان از فراز صخره‌ای پوشیده از گیاهان زیبا و از میان دیواره‌ای سبزرنگ به درون رودخانه فرود می‌ریزد. گیاه دارویی پرسیاوشان سرتاسر دامنه این آبشار را پوشانده و جلوه خاصی به آن داده است.

منبع: آبشار بی بی سیدان | پادنا
- تخت سلیمان (آبشار آب ملخ):

آبشار آب ملخ در ۶۰ کیلومتری شهر سمیرم و در مجاورت روستای آب ملخ قرار دارد. آبشار آب ملخ از دو قسمت تشکیل شده است. قسمت اول آن سرچشمه آبشار است که از دل کوه بیرون می‌آید و بخش دیگر که در زیر سرچشمه آن قرار گرفته، طاقدیسی سبز رنگ است که همچون پلی روی رودخانه ماربر خم شده است. وجه تسمیه آبشار به آب ملخ به این دلیل است که در آب این آبشار ترکیبات خاصی وجود دارد که موجب از بین رفتن ملخ‌ها شده و همچون یک آفت‌کش طبیعی برای آبیاری مزارع استفاده می‌شود.
این آبشار به آبشار تخت سلیمان نیز معروف است و دلیل آن این است که
در این منطقه یک قطعه سنگ بزرگ و طبیعی وجود دارد که مانند یک پل روی رودخانه آب ملخ قرار گرفته و دو دره را به یکدیگر متصل می‌سازد. برخی از اهالی منطقه نیز اعتقاد دارد که این پل مانند یک تخت، محل استراحتگاه سلیمان پیامبر بوده است.
پشت آبشار پرتگاه خطرناک و زیبایی وجود دارد که آب ملخ را به یکی از خطرناک‌ترین آبشارهای ایران تبدیل نموده است. بهترین زمان بازدید از آبشار آب ملخ فصل بهار و تابستان است.
منبع: آبشار آب ملخ | پادنا
- غار دنگزلو:

این غار در دامنه ارتفاعات نوول در ۱۲ کیلومتری بیده در جنوب غربی دهستان پادنای علیا در ۱۱۵ کیلومتری جنوب سمیرم قرار دارد. طول این غار ۳۲۰ متر و عمق آن ۱۰ متر می‌باشد. غار دنگزلو از نوع غارهای آهکی است که در آن رودخانه‌ای جریان داشته و دارای استالاکتیت و استالاگمیت‌های فراوان می‌باشد. این غار دارای تالارهای متعدد و چند تالاب است به همین دلیل این غار یکی از منابع مهم آبی منطقه پادنا محسوب می‌شود.
منبع: غار آبی دنگزلو | پادنا
- رودآباد:
- چشمه نول:

این چشمه در فاصله ۱۱۵ کیلومتری جنوب سمیرم در منطقه پادنا علیا و در نزدیکی روستای نقل واقع شده است. درجه حرارت آب این چشمه بسیار پایین است. به علت برف‌گیر بودن ارتفاعات این نواحی، در اثر ذوب برف و جاری شدن آب از دامنه دنا، منظره زیبایی در این ناحیه خلق می‌شود.
- چشمه خونیار

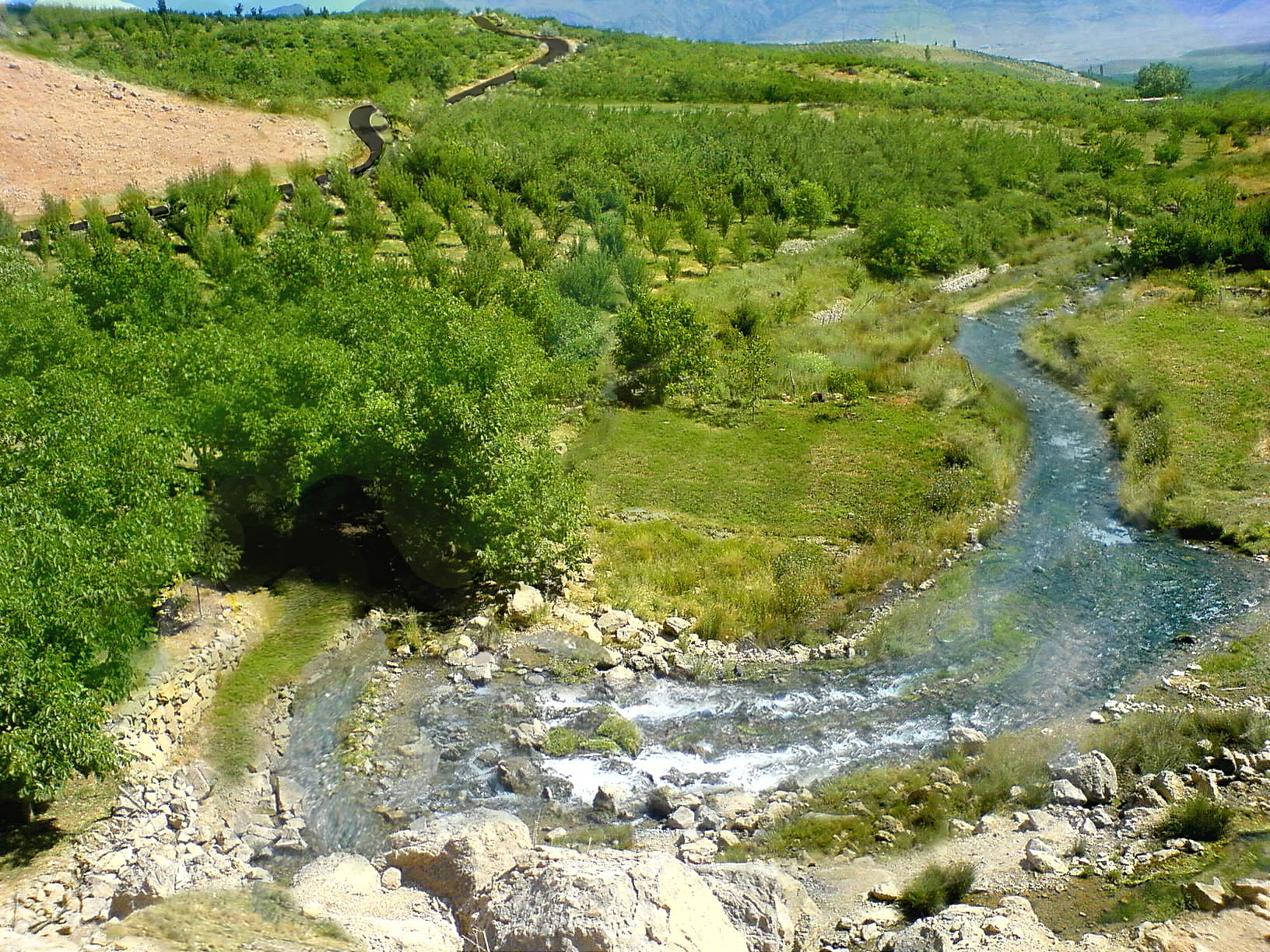
چشمه خونیار قاسملو، فروردین ماه ۱۳۸۵

چشمه خونیار در روستای قاسملو قرار دارد.
- تنگ ریگان
- روستای هدف گردشگری سیور
- روستای هدف گردشگری خفر
- غار پلنگ:

این غار در ۱۲ کیلومتری شهر کُمِه از توابع سمیرم واقع شده است. دهانه این غار بسیار باریک است و باید به صورت خزیده از آن وارد شد و پس از آن محوطه وسیعی قرار دارد. طول این غار حدود ۱۰۰ متر می‌باشد. در انتهای غار تخته سنگ بزرگی وجود دارد که شکل پلنگی عظیم‌الجثه در حالت خوابیده را در ذهن تداعی می‌کند به همین جهت این غار با نام پلنگ معروف شده است.
- غار چهل ستون:
- غار کیخسرو (غار یخی):

غار کیخسرو که به غار یخی هم معروف می‌باشد در روستای خفر در ۶۵ کیلومتری جنوب سمیرم در ارتفاع ۳۸۵۰ متری قله دنا میان قله‌های قدوس و بیژن قرار دارد. این غار یکی از غارهای دیدنی ایران است که در سال ۱۳۴۶ خورشیدی توسط کوهنوردان استان فارس کشف شد. این غار دارای آبشار یخی و ستون‌های یخی بسیار جالب توجه است و در انتهای غار دریاچه زیبایی مملو از قطعات یخ شناور مشاهده می‌شود. از آنجا که درون غار دما بسیار پایین است، آبی که در غار جریان دارد یخ می‌زند و تمام طول سال این غار پوشیده از یخ می‌باشد و به همین دلیل به این نام معروف شده است. اگرچه مسیر پیمایش غار فنی نمی‌باشد اما به دلیل یخی و لیز بودن مسیر، باید با احتیاط بسیار انجام شود. بهترین زمان بازدید از غار اواخر فصل بهار و اوایل تابستان است.
- چشمه بابازرنگ:

این چشمه در ۶۵ کیلومتری جنوب غربی سمیرم و جنوب شهر کمه واقع شده است.
- آبشار خفر:

یکی دیگر از جلوه‌های طبیعت و زیبایی‌های آفرینش که چشم هر بیننده را خیره می‌کند، آبشار خفر در شش کیلومتری این روستای نمونه گردشگری بین‌المللی است.
این منظره زیبا و دلنشین که از آب شدن برف و یخ‌های رشته کوه دنا ایجاد شده در ۸۶ کیلومتری جنوب غرب سمیرم با ارتفاع ۳۰متر در دامنه‌های برفی روستای خفر پادنا واقع است.
- چشمه سراب جوب روستای رهیز، در۱۵کیلومتری روستای رهیز واقع شده، ابی بسیار خنک دارد مردم روستا از این اب هم برای آشامیدن هم برای کشاورزی استفاده میکنن. این چشمه بزرگ زیبایی خاصی به منطقه سراب جوب داد که با طبیعت بکرش چشم هر بیننده‌ای رو خیره میکنه.

### جاذبه‌های مذهبی
- امامزاده سید داوود روستای کهنگان
- امامزاده میر حسین در۸کیلومتری روستای رهیز درمنطقه قلعه بالا واقع شده. مردم روستا اعتقاد بسیاری به این امامزاده دارن. امامزاده‌ای کوچک با معجزه.
- امام زاده سید محمد و سید احمد روستای خفر

## سوغات سفر
مهم‌ترین سوغات پادنا، همان سیب معروف این منطقه است. محصولات دیگری چون گردو، بادام، انگور، زردآلو، به، گلابی، توت فرنگی، هلو، شلیل، فندوق و… اشاره کرد. از دیگر ره آورد‌های منطقه می‌توان به قارا، کشک، روغن حیوانی، عسل و صنایع دستی به ویژه قالی و گلیم اشاره نمود.